# Tetrastichus zygophylli
Tetrastichus zygophylli är en stekelart som beskrevs av Svetlana N. Myartseva 1995. Tetrastichus zygophylli ingår i släktet Tetrastichus och familjen finglanssteklar.
Artens utbredningsområde är Turkmenistan. Inga underarter finns listade i Catalogue of Life.